# Forlorn Hope

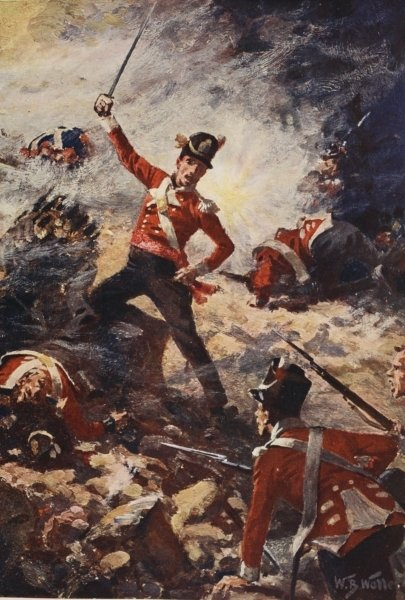
Colin Campbell guida la 'forlorn hope' all'assedio di San Sebastián, 1813. Dipinto di William Barnes Wollen

L'espressione inglese Forlorn Hope designava, nel British Army, un'unità interamente composta da volontari ed incaricata, nel corso di un assedio, di precedere le colonne d'assalto portando le scale ed i sacchi di terra con cui colmare il fossato; l'incarico era pericolosissimo, ma i volontari non mancavano mai poiché in caso di successo tutti i sopravvissuti ricevevano un'automatica promozione al grado superiore. L'espressione era una deformazione dell'olandese verloren hoop, "soldati perduti".
Uno degli assedi più celebri da essi sostenute fu quello di Badajoz durante la guerra d'indipendenza spagnola.